# دهنه (گمیشان)
دهنه روستایی در دهستان جعفربای غربی بخش مرکزی شهرستان گمیشان استان گلستان ایران است.

## جمعیت
بر پایه سرشماری عمومی نفوس و مسکن در سال ۱۳۹۵ جمعیت این مکان ۱٬۴۰۱ نفر (۳۸۴خانوار) بوده‌است.